# Ali Baba (film 1991)
Ali Baba – australijski film animowany z 1991 roku wyprodukowany przez Burbank Animation Studios opowiadający luźno historię Ali Baby.

## Wersja polska

### Wersja DVD i VCD
W wersji polskiej udział wzięli:
- Wiesław Sławik
- Krystyna Wiśniewska – Szara
- Zbigniew Wróbel – Sułtan
- Ireneusz Załóg – Ali Baba
- Mirosław Neinert – Mustafa

i inni
Udźwiękowienie: Supra Film
Lektor: Ireneusz Załóg

### Wersja TVP
Wersja polska: Telewizja Polska Agencja Filmowa

Reżyseria: Andrzej Bogusz

Dialogi: Grażyna Dyksińska-Rogalska

Dźwięk i montaż: Jakub Milencki

Kierownictwo produkcji: Monika Wojtysiak

Udział wzięli:
- Agnieszka Kunikowska
- Marcin Przybylski
- Jacek Jarosz
- Tomasz Grochoczyński
- Barbara Bursztynowicz
- Ewa Wawrzoń
- Ryszard Olesiński
- Rafał Walentowicz

i inni